# Radák Eszter
Radák Eszter (Budapest, 1971. április 24. –) magyar festőművész.

## Életpályája
1991–1995 között a Magyar Képzőművészeti Egyetem Intermédia szakán tanult; itt Peternák Miklós volt mestere. 1991–1996 között a Magyar Képzőművészeti Egyetem festő szakán tanult, ahol Klimó Károly és Maurer Dóra oktatta. 1993–1998 között az Eötvös Loránd Tudományegyetem Bölcsészettudományi Kar esztétika szakán tanult; 2002-ben diplomázott. 1996–1997 között a párizsi Magyar Intézet ösztöndíjasa volt. 1996–1998 között a Magyar Képzőművészeti Egyetem Mesterképzőjében tanult. 1998–1999 között az Akademie der Bildende Kunst Wien-ben Hubert Schmalix mesterosztályában tanult. 2000–2003 között a Pécsi Tudományegyetem Művészeti Karának DLA képzésén vett részt Keserü Ilona oktatásában; 2007-ben DLA fokozatot szerzett. 2000–2004 között a Magyar Képzőművészeti Egyetem Festő Tanszékének tanársegéde, 2004–2007 között adjunktusa, 2007-től docense. 2010–2012 között a Magyar Képzőművészeti Egyetem oktatási rektorhelyettese, 2012–2013 között oktatásügyekért felelős rektori megbízott volt. 2016-ban a Magyar Képzőművészeti Egyetem megbízott oktatási rektorhelyettese volt. 2017-től a Magyar Képzőművészeti Egyetem egyetemi tanára. 2018–2021 között a Magyar Képzőművészeti Egyetem rektora volt.

## Kiállításai
| - 1994 Sárvár - 1996-1997, 1999, 2001-2003, 2006-2008, 2012, 2014, 2017, 2021, 2023 Budapest - 1998 Szentendre - 2003 Pécs - 2005 Székesfehérvár - 2007 London - 2013 Helsinki, Dunaújváros - 2022 Stuttgart | - 1992-1993, 1995-1997, 2002-2008, 2011-2013, 2015, 2021-2022 Budapest - 1994 Szentendre, Salzburg - 1996 Pécs, Nürnberg, Párizs, Szombathely - 1997 Szombathely, Stuttgart - 2001 Gödöllő, Pécs, Új-Delhi - 2002-2003, 2008 Pécs - 2003 Linz - 2008 Keszthely - 2009 Stuttgart, New York, Varsó, Helsinki - 2010 Róma - 2011 Debrecen |

## Díjai, ösztöndíjai
- Herder-ösztöndíj (Bak Imre ajánlása; 1998)
- Strabag festészeti díj, fődíj (2002)